# خوان مانويل أبراس
خوان مانويل أبراس كونتيل (بالسويدية والبولندية، جان إيمانويل أبراس ؛ ولد يوم (1 فيفري 1975) هو ملحن موسيقى كلاسيكية و قائد فرقة موسيقية وعالم موسيقى و مؤرخ من السويد . ولد في ستوكهولم لعائلة اوروبية (فرنسية، إيطالية، إلخ.) تنقلت حول العالم، أصبح عبرس فنانًا وعالمًا عالميًا.